# Pave Leo 14.
Pave Leo 14. (født 14. september 1955 i Chicago som Robert Francis Prevost) er nr. 267 i paverækken. Han blev den 8. maj 2025 valgt som efterfølger for pave Frans, der døde 21. april 2025.
Leo 14. er den første pave fra USA og den første pave fra den katolske munkeorden augustinerne. Han har tilbragt mange år i Peru og var både peruansk og amerikansk statsborger, da han blev valgt til pave. Han har arbejdet i Vatikanet siden 2019 og stod sin forgænger pave Frans nær, men anses i højere grad end denne som en brobygger mellem fløjene i den katolske kirke.

## Levnedsløb
Robert Francis Prevost blev født i den amerikanske storby Chicago. Hans mor var bibliotekar af spansk afstamning og hans far var lærer og tidligere marinesoldat af fransk og italiensk afstamning. Han gik i en skole, der blev drevet af augustinerordenen. Han tog en bachelorgrad i matematik ved det katolske Villanova University (en) i Pennsylvania i 1977. Samme år tilsluttede han sig augustinerordenen som novice med henblik på at blive katolsk præst. Han aflagde munkeløfte i 1981 og blev præsteordineret i Rom i 1982. 1982-1987 studerede han kirkeret ved Universitá di San Tomaso d’Aquino i Rom, og her fik han en ph.d.-grad i 1987.

### Peru
Prevost udførte størstedelen af sin gerning som præst i Peru, og han blev statsborger i landet i 2015. Han blev første gang udsendt som katolsk missionær til landet i 1985, hvor han efterfølgende tilbragte mange år. I 1987 blev han ansvarlig for det augustinske uddannelsesvæsen i landet. 1988-1998 var han sognepræst i en fattig bydel i byen Tonjillo.
1998-2001 var han leder af augustinerordenen i Peru. I 2001-2013 var han generalprior for hele den verdensomspændende augustinerorden og havde sæde i Rom, men vendte tilbage til Peru, da han i 2014 af pave Frans blev udnævnt til biskop i den peruanske by Chiclayo.

### Vatikanet
Fra 2019 fik Prevost løbende flere opgaver for Vatikanet. Han blev i dette år leder af præsteskabet (Congregazione per il Clero) og året efter leder af kongregationen af biskopper (Congregazione per i Vescovi). I 2023 blev han udnævnt til ærkebiskop med ansvar for Latinamerika.
I 2023 blev Prevost af pave Frans udnævnt til kardinaldiakon, og i februar 2025 til kardinalbiskop. Han var dermed fra 2023 et medlem af den romerske kurie, den katolske kirkes centrale forvaltningsorgan. Her fungerede han som leder for den afdeling af den katolske kirke, som står for at vælge nye biskopper.
Prevost stod pave Frans nær, hvilket gav sig udslag i, at denne udnævnte Prevost som medlem af flere pavelige råd, ligesom han var med på alle pave Frans' rejser i dennes sidste tid som pave.

## Holdninger
Leo 14. ansås ved valget til pave ifølge Politiken for at være en centrist holdningsmæssigt, men på nogle sociale områder mere progressiv. Han er imod kvindelige præster.
Som pave beholdt han det valgsprog, han havde taget som biskop: "In illo uno unium", dvs. "I den ene Kristus er vi et". Det er et citat fra en prædiken af Augustin og henviser dermed til hans baggrund som augustinermunk og hans ambition om at være en brobygger. Hans peruanske bispedømme var stærkt splittet mellem radikale befrielsesteologer og ultrakonservative præster, der var stærke modstandere af pave Frans' reformønsker. Prevost blev kendt som en brobygger i bispedømmet.
Under sin første tale som pave nævnte han flere gange, at han ønskede fred, og at vi skal være tæt på dem vi har kært.